# 月ぬ美しゃ
月ぬ美しゃ（つきぬかいしゃ、「月の美しさ」）は、八重山地方から伝わった沖縄民謡である。
主に童歌として唄われ、『みんなのうた』でも放送されたことがある（副題「月がきれいなのは」）。八重山方言独自の母音がある（後述）他、八重山地方独特の奏法とともに唄われる（曲の各番ごとに変化を加える）。
沖縄県の交通機関であるゆいレール古島駅の案内チャイムに、編曲された音源が使用されている。

## 唄
※歌い手の訛りによっても、歌詞の聴こえ方を正確に記述することができず、また現在日本語の書き方で琉球方言の書き下しを完全にできない以上、歌詞の一例を示すものに留まる。1行目＝読み方、2行目＝工工四などで残されている歌詞、3行目＝現代日本語訳を表す。
一．

つきぬかいしゃ とぅかみっか

月ぬ美しゃ 十日三日

〈月が最も美しい一三夜―――まだ満ちていない頃〉

みやらびかいしゃ とおななつ

女童美しゃ 十七ツ

〈乙女が最も美しい一七歳―――まだ成熟していない頃〉

ほーいちょーが

二．

あがりからあがりょる うふつきぬゆ

東から上がりょる 大月ぬ夜

〈東から上る 満月の夜〉

うちなん やいまん てぃらしょうり

沖縄ん八重山ん　照ぃらしょうり

〈沖縄を 八重山を 照らしてください〉

　　　ほーいちょーが

三．

あんだぎなーぬ つきぬゆる

あんだぎなーぬ 月ぬ夜

〈あれほどの美しい月の夜〉

ばがげら あしょびょうら

我がげら 遊びょうら

〈みんな今日は宴をしよう〉

　　　ほーいちょーが

四．

てぃらぬ うふだんが いちゅばな

寺ぬ大札んが 絹花

〈寺の大札に 絹のような花〉

くがにばな さかしょうり

黄金花 咲かりょうり

〈黄金のような花 咲かせてください〉

　　　ほーいちょーが

五．

びらまぬやーぬ あんたんが

ぴらまぬ家ぬ 東んたんが

〈愛しいあなたの家の 東側に〉

むりくばなぬ さかりょうり

むりく花ぬ 咲かりょうり

〈ジャスミンの花を咲かせましょうね〉

うりとり かりとり なつぃきばし

うり取り 彼り取り なつぃきばし

〈それを採り あれを採るふりをして〉

びらばぬやーぬ はなぶんなー

びらまぬ家ぬ花ぶんなー

〈愛しいあなたの家の花〉

　　　ほーいちょーが

六．

みやらびやーぬ むんなんが

女童家ぬ 門なんが

〈娘の家の門のそばに〉

はなしみてぃさしば きりおとし

花染手布ば 切り落し

〈花染めの手ぬぐいを落として〉

うりとり かりとり なつぃきばし

うり取り 彼り取り なつぃきばし

〈それを採り あれを採るふりをして〉

びらばぬやーぬ みまいす

女童家ぬ 見舞いす

〈娘の家に伺います〉

　　　ほーいちょーが

## 備考
日本本土の童歌に「お月さんいくつ、13七つ（じゅうさんなんつ）、まだ年ゃ若いな」というものがある。この13は13日目であるのはわかるが、次の七つは何なのかが謎である。これについて柳田國男はこの「月ぬ美しゃ」が伝わってきた間に13日目と17歳の間が抜け落ちたためと判断した。

## 歌の特徴
大濱安伴氏(八重山古典民謡保存会の立ち上げ人＆八重山古典民謡工工四上下巻の著者)　の歌い方は4番以降は1番から3番までの歌い方とは違う。それは全く何故4番から歌い方が変わるのかは根拠が無い。地元の八重山人は1番から3番までと同じようにして4番以降も歌っていたであろうと考えられている。

## みんなのうた
『みんなのうた』では沖縄返還間もない1972年10月 - 11月に紹介。歌は原曲の1番と2番を「1番」とし、「2番」は1・2番を標準語に訳して放送した。
同番組で沖縄民謡が取り上げられたのは、占領下時代の1966年8月 - 9月の『てんさぐの花』、同じく1967年2月 - 3月紹介の『花のかざぐるま〜花ぬ風車〜』に次いで3曲目で、返還後は初。作詞・作曲名義は「八重山民謡」で、編曲は広瀬量平が担当、歌は赤い鳥。赤い鳥は1971年2月 - 3月放送の『わたしの紙風船』に次ぐ、『みんなのうた』2回目の出演だが、この2年後の1974年に解散したため、本曲が「赤い鳥」では最後の出演、その後は「ハイ・ファイ・セット」と「紙ふうせん」に分かれて出演する。
1973年3月19日と1974年12月30日放送の『特集みんなのうた』で再放送された事は有ったが、定時番組では長らく再放送されなかったが、「発掘プロジェクト」にて音声が発掘され、2021年10月限定で、49年ぶりにラジオのみで再放送された。